# Blackwater Park
Blackwater Park is het vijfde studioalbum van de Zweedse deathmetalgroep Opeth.
Het album werd opgenomen in de nazomer van 2000 en uitgegeven op 27 februari 2001 op het "Music for Nations" label. De productie stond onder leiding van Steven Wilson (bekend van Porcupine Tree). Later kwam een speciale luxe-editie van het album uit waarbij een tweede cd was geleverd die twee extra nummers bevatte en een muziekvideo voor het nummer "Harvest". Het nummer "The Drapery Falls" werd gebruikt als single. Het album betekende de doorbraak van Opeth bij een ruimer publiek, daar het album niet enkel focust op heavy metal, en zanger Mikael Åkerfeldt soms ook afstapt van de kenmerkende deathmetal zang. Later zouden ze die stijl verder doorgronden met het album "Damnation".

## Nummers
1. "The Leper Affinity" – 10:23
2. "Bleak" – 9:15
3. "Harvest" – 6:01
4. "The Drapery Falls" – 10:53
5. "Dirge for November" – 7:53
6. "The Funeral Portrait" – 8:44
7. "Patterns in the Ivy" – 1:52
8. "Blackwater Park" – 12:08

- (de volgende nummers stonden enkel op de tweede cd die werd bijgeleverd op de luxe-editie).

1. "Still Day Beneath the Sun" – 4:34
2. "Patterns in the Ivy II" – 4:12
3. "Harvest" (Video Clip)

- Totale lengte: 67:13

## Credits
- Mikael Åkerfeldt – zang, gitaar
- Peter Lindgren – gitaar
- Martin Mendez – basgitaar
- Martin Lopez – drums
- Steven Wilson – keyboard & gitaar

## Trivia
- De naam "Blackwater Park" komt van een obscure Duitse progressieve rockgroep die deze naam had.
- De naam 'Blackwater Park' is tevens de naam van het landgoed beschreven in Wilkie Collins' klassieker 'The woman in white', dat behoort aan Laura Fairlie's echtgenoot, Sir Percival Glyde.